# Papulaspora pallidula
Papulaspora pallidula är en svampart som beskrevs av Hotson. Papulaspora pallidula ingår i släktet Papulaspora, klassen Sordariomycetes, divisionen sporsäcksvampar och riket svampar.   Inga underarter finns listade i Catalogue of Life.